# كورنيل غونتر
كورنيل غونتر (بالإنجليزية: Cornell Gunter)‏ هو مغني أمريكي، ولد في 14 نوفمبر 1936 في كوفيفيل في الولايات المتحدة، وتوفي في 26 فبراير 1990 في لاس فيغاس في الولايات المتحدة.